# Don Ashby
Don Allan Ashby (Kamloops, Brit Columbia, 1955. március 8. – Kelowna, Brit Columbia, 1981. május 30.) kanadai profi jégkorongozó.

## Karrier
Komolyabb junior karrierjét a Calgary Centennialsban kezdte 1972–1973-ban és 1975-ig játszott ebben a junior csapatban. AZ 1975-ös NHL-amatőr drafton kelt el a hatodik helyen és a Toronto Maple Leafs választotta ki. 1975–1976-ban bemutatkozott az NHL-ben de a szezon felét a CHL-es Oklahoma City Blazersben töltötte. A következő szezonban három mérkőzést a Dallas Black Hawksban (CHL) töltött de 76-ot a Maple Leafsban és 42 pontot szerzett. 1977–1978-ban már csak 12 mérkőzést játszott az NHL-ben és 48-at a Dallas Black Hawksban. A következő idény nagy részét nem játszotta le mert időlegesen visszavonult de azért játszott három mérkőzést a Toronto Maple Leafs, 13-at az AHL-es New Brunswick Hawksban és 12-t a Colorado Rockiesban. 1979–1980-ban játszott a Colorado Rockiesban, a CHL-es Fort Worth Texans ahol 45 mérkőzésen 54 pontot szerzett és 18 mérkőzést az Edmonton Oilersben. Az 1980–1981-es szezon döntő többségét a CHL-es Wichita Windben játszott ahol 70 mérkőzésen 96 pontot szerzett, és hat mérkőzésen lépett jégre az Edmonton Oilers szineiben. Egy autóbalesetben hunyt el 26 évesen.

## Díjai
- CHL Első All-Star Csapat: 1981